# Mjerenje napona i struje
Mjerenje veličine napona i struje pruža neposredan način kontrole električnog napona i struje u strujnom krugu.
Lijeva shema prikazuje način mjerenja napona, tj. priključenja voltmetra. Voltmetar mjeri napon, tj. razliku potencijala između točaka na koje su priključeni njegovi izvodi. Simbol R shematski prikazuje otpornik.
Desna shema prikazuje kako se mjeri jakost struje, tj. kako se priključuje ampermetar. Njega treba uključiti u strujni krug tako da struja prolazi kroz instrument. Na ovoj slici prikazan je još jedan uobičajeni simbol za otpornik.
Za visoke napone koriste se posebni instrumenti s mjernim priključcima s debelom izolacijom. Vrlo jake struje mjere se ponekad s instrumentom koji obuhvaća električni vodič (u pravilu velikog presjeka) jednim zavojem poput kliješta, pa se na taj način jakost struje mjeri posredno koristeći magnetski tok koga oko sebe stvara vodič. Prednost je takvog instrumenta, što mjere jakost struje bez prekidanja strujnog toka zbog uključenja instrumenta u strujni krug. 
Kada sa slabijim instrumentom treba izmjeriti veće jakosti struje, pribjegava se korištenju tzv. šunt-a. Buduću da se u paralelno spojenim otpornicima struje odnose obrnuto proporcionalno otporima, paralelno instrumentu veže se otpornik primjerice 100 puta manjeg otpora od unutrašnjeg otpora instrumenta, tako da se mjerena struja grana u granu kroz šunt, i u sto puta slabiju granu kroz instrument. Pokazivanje instrumenta u tom slučaju treba množiti sa 100, da se dobije ispravna vrijednost mjerene jakosti struje.
U elektronici se često koristi univerzalni instrument kojim se osim napona i struje mogu mjeriti i druge električne veličine, npr. električni otpor i to i u istosmjernim i u izmjeničnim strujnim krugovima, kapacitet kondenzatora i drugo.